# Benjamin Rush

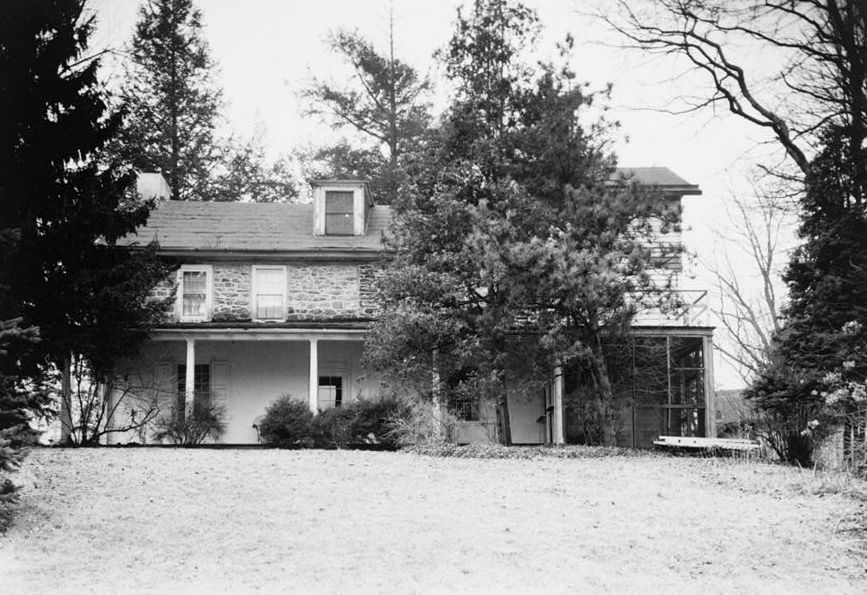
Miejsce urodzin Benjamina Rusha

Benjamin Rush (ur. 24 grudnia 1745 lub 1746 w Byberry, zm. 19 kwietnia 1813 w Filadelfii) – amerykański lekarz, pisarz, pedagog, sygnatariusz Deklaracji niepodległości Stanów Zjednoczonych.

## Życiorys
Benjamin Rush miał sześcioro rodzeństwa. Gdy skończył 5 lat, stracił ojca. W wieku ośmiu lat rozpoczął studia w College of New Jersey (obecnie Princeton); otrzymał licencjat w 1760 roku. W latach 1761–1766 studiował medycynę pod okiem dr Johna Redmana. 11 stycznia 1776 Rush poślubił w Princeton Julię Stockton, najstarszą córkę Richarda Stocktona. 

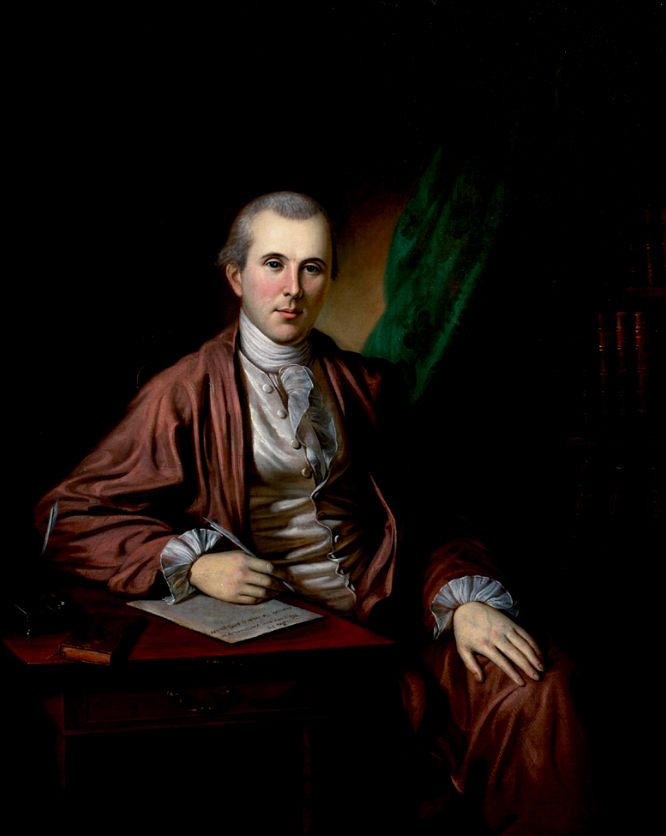
Benjamin Rush w 1783 roku

Jeszcze przed uzyskaniem niepodległości przez Stany Zjednoczone Rush był dosyć znaną postacią w społeczeństwie. Podczas walki o niepodległość USA, Rush stracił częściowo autorytet u społeczeństwa (konflikty z dr Williamem Shippenem w kwestii działań lekarzy w armii). W 1783 roku został przeniesiony do sztabu Pennsylvania Hospital, z którym był związany aż do śmierci.
Po opanowaniu w 1793 roku żółtej febry stał się ważną postacią w państwie. Od 1797 do 1813 był skarbnikiem mennicy USA.
Po uzyskaniu niepodległości przez Stany Zjednoczone stał się znanym lekarzem. W międzyczasie podpisał się pod Deklaracją niepodległości Stanów Zjednoczonych. Został działaczem społecznym; głosił hasła przeciwko alkoholizmowi oraz tępił karę śmierci. Głosił również, że Stany Zjednoczone powinny stać się państwem opartym o chrześcijaństwo (pragnął uznania Biblii za podstawowy podręcznik szkolny).
Zmarł nagle 19 kwietnia 1813 w Filadelfii i tam został pochowany.
Benjamin Rush jest patronem statku SS "Benjamin Rush".

### Wkład w rozwój medycyny
Benjamin Rush został zapamiętany jako popularyzator upuszczania krwi. W 1793 roku został poznany jako lekarz, który pokonał żółtą febrę.
W 1789 roku zdiagnozował pierwszego sawanta na świecie – Thomasa Fullera.

### Benjamin Rush w kwestiiprohibicji
W 1784 roku Benjamin Rush twierdził, że nadmierne używanie alkoholu jest szkodliwe dla zdrowia fizycznego jak i psychicznego (wierzył jednak bardziej w ograniczenie spożycia, niż w jego zakaz). Pod wpływem szeroko znanych poglądów Rusha, około 200 rolników w stanie Connecticut założyło w 1789 roku Ruch na Rzecz Wstrzemięźliwości.

## Rodzina
Benjamin Rush ożenił się z Julią Stockton 11 stycznia 1776. Benjamin Rush miał siedmioro dzieci: Johna (1777–1837), Anne Emily (1779–1850), Richarda (1780–1859), Jamesa (1786–1869), Julie (1790–1860), Samuela (1795–1859) oraz Williama (1801–1864).

## Życiorys
- Brodsky, Alyn. Benjamin Rush: Patriot and Physician. New York: Truman Talley Books/St. Martin’s Press, 2004.